# Cytidia patelliformis
Cytidia patelliformis är en svampart som först beskrevs av Edward Angus Burt, och fick sitt nu gällande namn av A.L. Welden 1958. Cytidia patelliformis ingår i släktet Cytidia och familjen Corticiaceae.   Inga underarter finns listade i Catalogue of Life.